# National League (Kazakistan)
La National League (in russo Чемпионата Казахстана по баскетболу?) è la massima serie del campionato kazako di pallacanestro.

## Albo d'oro
- 2003-2004:  Tobol Kostanay
- 2004-2005:  Astana Tigers
- 2005-2006:  Astana Tigers
- 2006-2007:  Astana Tigers
- 2007-2008:  Astana Tigers
- 2008-2009:  Astana Tigers
- 2009-2010:  Astana Tigers
- 2010-2011:  Barsy Atyrau
- 2011-2012:  Astana
- 2012-2013:  Astana
- 2013-2014:  Astana
- 2014-2015:  Astana
- 2015-2016:  Barsy Atyrau
- 2016-2017:  Astana
- 2017-2018:  Astana
- 2018-2019:  Astana
- 2019-2020:  Astana
- 2020-2021:  Astana
- 2021-2022:  Astana
- 2022-2023:  Astana
- 2023-2024:  Irbis Almaty
- 2024-2025:  Astana

## Vittorie per club
| Club           | Città  | Titolo | Anno                       |
| -------------- | ------ | ------ | -------------------------- |
| Astana         | Astana | 12     | 2012-2015, 2017-2023, 2025 |
| Astana Tigers  | Astana | 6      | 2005-2010                  |
| Barsy Atyrau   | Atyrau | 2      | 2011, 2016                 |
| Tobol Kostanay | Atyrau | 1      | 2003                       |
| Irbis Almaty   | Atyrau | 1      | 2024                       |